# Курмиш (Вачський район)
Курмиш (рос. Курмыш) — присілок в Вачському районі Нижньогородської області Російської Федерації.
Населення становить 6 осіб. Входить до складу муніципального утворення Чулковська сільрада.

## Історія
Від 2009 року входить до складу муніципального утворення Чулковська сільрада.

## Населення
| 1859 | 1905 | 1926 | 1999 | 2002 | 2010 |
| ---- | ---- | ---- | ---- | ---- | ---- |
| 154  | ↘137 | ↗176 | ↘14  | ↗18  | ↘6   |